# GNU科学库
GNU科学库（英語：GSL - GNU Scientific Library），是一套为 C语言和 C++开发者提供的数值计算函式库，多用於应用数学和科学。软件属于自由软件，在 GNU 通用公共许可证下发布。
这套数值计算函式库提供了大量的数学運算功能，比如随机数生成器，特殊函数以及最小二乘拟合。有超过1000个函数包含在该数值计算库和扩展的测试套件中。

## 引用
1. ↑  . 2024年5月25日  [2025年2月6日] （英語）.